# Антоновский, Евлампий Иванович
Евлампий Иванович Антоновский (1903—1945?) — советский горный инженер.

## Биография
Окончил Ленинградский горный институт (1931).
С 1933 года занимался проблемой извлечения молибдена из коунрадских руд.
В 1939 году впервые в СССР получил полупромышленный молибденовый концентрат (молибдат кальция).
Во время войны руководил налаживанием промышленного производство молибденового концентрата на Балхашском заводе (методом флотации). Молибден использовался для высокопрочной танковой брони.
Одновременно работал директором Балхашского техникума.
Вскоре после возвращения в Москву умер.

## Награды и премии
- Сталинская премия III степени (10 апреля 1942) — за разработку метода промышленного извлечения молибдена из медных руд Коунрадского месторождения